# Inhibitor
Inhibitor, zaviralec ali negativni efektor je snov, ki preprečuje ali zavira kak biokemični proces, ali spojina, ki po vezavi na encim prepreči ali upočasni njegovo biološko funkcijo.